# スタキオース
スタキオース (stachyose) は天然に存在する非還元性のオリゴ糖で、2分子のガラクトース、1分子のフルクトースとグルコースが連なった四糖の一つである。
大豆に 3-4% 含まれ、大豆オリゴ糖の主成分の一つである。ビフィズス菌増殖作用があるほか、納豆菌にも有効に働き、スタキオースが多い大豆は納豆製造に適している。またウリ科植物などでも多く見られる。甘さはスクロースの3割、カロリーは4割程度である。